# 아르군강

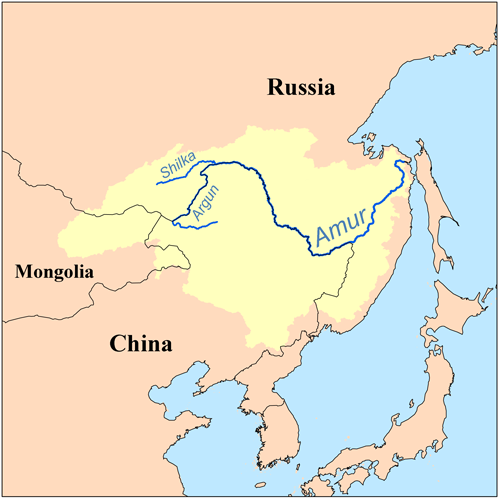
아무르강 수계

아르군강(러시아어: Аргу́нь)은 러시아와 중국에 접해 있는 강이다. 에르구네강(몽골어: ᠡᠷᠬᠥᠨ᠎ᠠ
ᠭᠣᠣᠯ Эргүнэ мөрөн, 만주어: ᡝᡵᡤᡠᠨᡝ
ᠪᡳᡵᠠ Ergune Bira)이라고도 부른다. 유역길이는 1,620 km(1,007 mi)이다. 어얼구나강(額爾古納河)이라고도 한다. 
다싱안링산맥의 서쪽에서 발원을 하고, 내몽골 자치구를 통과한 다음, 실카강과 합류하여 아무르강을 이룬다.
지역을 배경으로 한 중국 소설 '어얼구나강의 오른쪽'(2010년, 작가 츠쯔졘)이 있다. '어얼구나강의 오른쪽' 한글판 역자에 따르면 어얼구나는 몽골어로 '손으로 물건을 건네준다'라는 뜻이다.  